# مبارزه سایه ۲
مبارزه سایه ۲ (به انگلیسی: Shadow Fight 2) یک بازی ویدیوئی مبارزه‌ای نقش‌آفرین است که توسط نِکی (به انگلیسی: Nekki) ساخته شده‌است. این بازی دنبالهٔ بازی مبارزه سایه و دنبالهٔ این بازی مبارزه سایه ۳ است.این بازی که اولین بار در سال 2013 معرفی شد توانست با استقبال فوق العاده ی طرفداران مواجه شود و بخاطر داستان پردازی و طراحی شخصیت استادانه و خلاق بسیار محبوب شد بطوری که تا به امروز صد میلیون نصب فعال داشته است.گرافیک این بازی مانند نسخه ی اول و ابتدایی حالت سایه ای داشت ولی پیشرفت و بهبود چشمگیری در زمینه ی گیم پلی و حرکات جدید و گرافیک داشت.این بازی در کنار بخش داستانی چندین بخش مختلف مانند چلنج و تورنومنت دارد که با پایان رساندن آنها باعث بالا رفتن سطح شما و باز شدن آرمور ها و آیتم های جدید می شود که با آن رقبای خود را شکست دهید.شدو فایت 2 در بخش داستانی شش باس اصلی دارد:(لینکس.هرمیت.باچر.واسپ.ویدو.شوگان) که پس از شکست هر یک نشان قلمروی آن باس را میگیرید تا با آن دروازه ی سایه را باز کنید.پس از باز کردن دروازه ی سایه تایتان مِی معشوقه ی شادو را می دزدد و شادو برای باز گرداندن سایه ها به قلمروی خودشان و نجات معشوقه اش با غول مرحله ی آخر یعنی تایتان می جنگد که پس از شکست دادن او بازی به طور کلی به پایان می رسد.